# Lula Barbosa
Luís Antônio Barbosa da Silva (Recife, 13 de março de 1970), mais conhecido como Lula Barbosa, é um ex-jogador brasileiro de voleibol de praia que ganhou medalha de prata nos Jogos Pan-Americanos de Winnipeg 1999, ao lado de Adriano Garrido. 

## Carreira
Na década de 80 representou em oitenta jogos a Seleção Pernambucana no voleibol de quadra (indoor)  e migrou para o vôlei de praia no início da década de 90, foi eleito o melhor jogador do Circuito Brasileiro de Vôlei de Praia de 1998 e foi vice-campeão do Rei da Praia em 2001. Também atuou na Espanha e sagrou-se hexacampeão do circuito nos anos de 1995, 1997, 1998, 2000, 2001 e 2002.Foi medalhista de prata nos Jogos Pan-Americanos de Winnipeg em 1999, .
Desde 1993 compos dupla com Adriano Garrido termina na quarta posição na edição do Circuito Brasileiro de Vôlei de Praia, sendo vice-campeões na edição de 1994, terceiros colocados em 1995.
No Circuito Brasileiro de 1996 esteve ao lado de Adriano Garrido quando terminaram na quarta posiçãoe alcançaram o título no ano de 1997, terminando com o vice-campeonato em 1998e ainda terminaram na terceira posição na edição de 2002.
Em  2000 disputou o Aberto de Mar del Plata com Giovane Gávio pelo circuito mundial, já em 2006 conquistou o título da etapa satélite de Lausana pelo Circuito Mundial com Adriano Garrido.Aposentou-se em 2010 e foi nomeado em 2012 diretor da Federação de Voleibol do Estado de Pernambuco (Fevepe).

## Títulos e resultados
- Etapa Satélite de Lausana do Circuito Mundial de Vôlei de Praia:2006
- Etapa Challenge de Viñ del Mar do Circuito Mundial de Vôlei de Praia:1998
- Circuito Espanhol de Vôlei de Praia:1995, 1997, 1998, 2000, 2001 e 2002
- Circuito Brasileiro de Vôlei de Praia:1997
- Circuito Brasileiro de Vôlei de Praia:1994 e 1998
- Circuito Brasileiro de Vôlei de Praia:1995 e 2002
- Circuito Brasileiro de Vôlei de Praia:1993 e 1996

## Premiações individuais
- MVP do Circuito Brasileiro de Vôlei de Praia de 1998